# Chatsbury
Chatsbury är en ort i Australien. Den ligger i kommunen Upper Lachlan Shire och delstaten New South Wales, i den sydöstra delen av landet, omkring 150 kilometer sydväst om delstatshuvudstaden Sydney. Antalet invånare är 254.
Trakten runt Chatsbury är nära nog obefolkad, med mindre än två invånare per kvadratkilometer.. Det finns inga andra samhällen i närheten. 
Trakten runt Chatsbury består i huvudsak av gräsmarker. Genomsnittlig årsnederbörd är 1 025 millimeter. Den regnigaste månaden är februari, med i genomsnitt 186 mm nederbörd, och den torraste är juli, med 43 mm nederbörd.